# Grzegorz Król (artysta ludowy)
Grzegorz Mirosław Król (ur. 27 stycznia 1953 r. w Olszówce Pilczyckiej) – polski artysta ludowy, rzeźbiarz i malarz.
Rzeźbiarstwem zaczął zajmować się w 1967 roku, a zadebiutował w 1973 roku w Toruniu, biorąc udział w konkursie "Mikołaj Kopernik w rzeźbie ludowej". W 1982 roku został członkiem Stowarzyszenia Twórców Ludowych. W swych pracach podejmuje tematykę religijną i świecką. Specjalizuje się w tworzeniu rzeźb pełnych – pojedynczych i wielofigurowych oraz reliefów.  Najczęściej wykorzystywanym przez artystę materiałem jest lite drewno, z którego powstają dzieła różnej wielkości. Dorobek artysty obfituje również w kamienne kompozycje rzeźbiarskie, np. relief znajdujący się w kościele w Pilczycy.  W jego twórczości dominuje tematyka wsi, czego inspiracją są sceny z lat młodości. Ukazuje on dawne obyczaje, pracę na roli, ginące profesje, a także sposoby spędzania wolnego czasu. 
Obok dzieł o tematyce świeckiej pojawiają się też takie, które nawiązują do motywów religijnych, m.in. figury świętych i sceny biblijne.
W kręgu zainteresowań artysty jest także malarstwo. O kunszcie twórcy świadczy szeroki wachlarz technik, które wykorzystuje w swojej pracy, malując na płótnie, desce, sklejce oraz szkle. 
Jest laureatem wielu nagród. Jego dzieła od lat znajdują się w kolekcjach prywatnych i muzealnych: Muzeum Narodowym w Kielcach, Muzeum Wojska w Białymstoku, Muzeum Częstochowskim, Muzeum Etnograficznym w Krakowie i Toruniu, Muzeum Polskiego Ruchu Ludowego w Warszawie, Muzeum Sztuki Ludowej w Otrębusach, Muzeum Tatrzańskim w Zakopanem, Museum Europäischer Kulturen Staatliche Museen zu Berlin oraz w kościele św. Zbawiciela w Augsburgu-Göggingen w Niemczech. 

## Nagrody i odznaczenia
- 2003 – Dyplom Uznania – Zarządu Głównego Stowarzyszenia Twórców Ludowych za wybitne osiągnięcia twórcze oraz popularyzację tradycyjnej kultury ludowej
- 2004 – Stypendium Twórcze Ministra Kultury i Dziedzictwa Narodowego
- 2005 – Nagroda im. Władysława Hasiora za całokształt twórczości[1]
- 2006 – Brązowy Medal "Zasłużony Kulturze Gloria Artis”[2]
- 2008 – Certyfikat tytułu "Marki Koneckiej" i statuetka "Koła wodnego" – Zarządu Powiatu Koneckiego[3]
- 2009 – Wojewódzki Dom Kultury w Kielcach. Wystawa – Konkurs – Bożonarodzeniowe Szopki. I nagroda w kategorii rzeźba[4].

## Ważniejsze wystawy
- 2003 – "Grzegorz Król Rzeźba". Muzeum Wsi Kieleckiej, Dworek Laszczyków w Kielcach
- 2003 – Wystawa "Krippen aus dem Erzgebirge und den Sudeten". Schwäbisches Volkskundemuseum Augsburg. Niemcy.
- 2006 – "Wystawa rzeźby Grzegorza Króla". Galeria Wystawiennicza Stowarzyszenia Twórców Ludowych w Lublinie.
- 2010 – Wystawa "Heitere Welt in holz und farbe" z okazji 100. rocznicy śmierci Henri Rousseau. Magdeburg, Niemcy[5].
- 2011 – 2014 – Udział w Międzynarodowych Festiwalach Sztuki Naiwnej "Art Naif Festiwal". Galeria Szyb Wilson, Katowice[6].
- 2016 - Wystawa "Rzeźby Grzegorza Króla" Muzeum im. Oskara Kolberga w Przysusze[7]